# Водяна баня

Схема водяної бані. 1 — речовина, що нагрівається; 2 — вода; 3 — колба з речовиною; 4 — посудина з водою; 5 — пальник

Водяна́ ба́ня (також водяни́й огрівни́к, водяни́й охоло́дник) — пристрій для нагрівання речовин, коли необхідна температура не перевищує 100 °C за нормального атмосферного тиску.
Водяна баня складається з посудини з речовиною (наприклад, колби, пробірки або іншого тіла), що поміщають у більшу ємність з водою та нагрівають. Температура води поступово підвищується і теплова енергія передається зануреному в неї тілу. За нормального атмосферного тиску вода не може нагрітися вище від своєї температури кипіння, чим досягається автоматичне обмеження максимальної температури нагрівання тіла.
Водяна баня застосовується в лабораторіях і на виробничих підприємствах, а також може використовуватися в кулінарії. У хімії електричні водяні бані використовують для нагрівання й перегонки легкозаймистих речовин.

## Виноски
1. ↑  Новий політехнічний російсько-український словник (стаття) [Архівовано 2 січня 2015 у Wayback Machine.] Микола Зубков